# Richard Schrock
Richard Royce Schrock (Berne, 4 de janeiro de 1945) é um químico estadunidense.
É professor do departamento de química do Instituto de Tecnologia de Massachusetts (MIT).
Recebeu o Nobel de Química de 2005, juntamente com Robert Grubbs e Yves Chauvin, devido ao seu desenvolvimento do método de metátese na síntese orgânica.

## Publicações
- Schrock, R. R. "Reduction of Carbon Monoxide. Past Research Summary", Massachusetts Institute of Technology (MIT), Departamento de Energia dos Estados Unidos, (1982).
- Schrock, R. R. "Chemistry of Bimetallic Linked Cyclopentadienyl Complexes: Progress Report, 1 December 1986 --30 November 1989", Department of Chemistry at the Massachusetts Institute of Technology (MIT), Departamento de Energia dos Estados Unidos, (1989).
- Schrock, R. R. "Controlled Synthesis of Polyenes by Catalytic Methods. Progress Report, December 1, 1989 -- November 30, 1992", Department of Chemistry at the Massachusetts Institute of Technology (MIT), Departamento de Energia dos Estados Unidos, (1992).
- Schrock, R. R. "Controlled Synthesis of Polyenes by Catalytic Methods. Progress Report, December 1, 1992 -- November 30, 1993", Massachusetts Institute of Technology (MIT), Departamento de Energia dos Estados Unidos, (December 1993).